# 関戸力
関戸 力（せきど つとむ、後に矢崎姓、1915年3月25日 - 1987年11月23日）は、北海道小樽市出身のノルディック複合、クロスカントリースキー選手。

## 来歴
旧制小樽商業学校 → 札幌鉄道管理局（現・JR北海道鉄道事業本部）
小樽商業時代の1933年、第11回全日本スキー選手権大会のノルディック複合個人とクロスカントリースキー個人長距離（18km）の少年の部で優勝。卒業後札幌鉄道管理局に入り、1935年の全日本スキー選手権大会のノルディック複合とクロスカントリースキー個人長距離（17km）の成年の部でともに2位となり、翌1936年のガルミッシュパルテンキルヒェンオリンピックの代表に選出される。
同オリンピックのノルディック複合個人では35位、クロスカントリースキー個人長距離（18km）では55位、4x10kmリレーで12位だった。また、同オリンピックより採用されたアルペンスキー競技のアルペンスキー複合（滑降・回転）にも出場したが、後半の回転で失格した。
その後はクロスカントリーに専念し、1939年の全日本スキー選手権大会クロスカントリースキー個人耐久（30km）では、前年まで2年連続優勝をしていた但野寛を破り、念願の同大会成年の部初優勝を果たした。
小柄で物静かな性格だったが、心肺機能はずば抜けており、スタート時もゴール時も脈拍はあまり変わらなかったという。
引退後は1976年のインスブルックオリンピックでスキーチームの監督を務めた他、全日本スキー連盟理事・北海道スキー連盟副会長なども歴任した。
弟の関戸末弘もクロスカントリースキー選手で、後に三馬ゴムスキー部や陸上部を指導した。

## 参考資料
- 小川勝次「日本スキー発達史」朋文堂、1956年
- 北海道スキー連盟編「栄光の軌跡　北海道スキー連名創立70周年記念誌」、2002年
- 菅原悦子「歴史ポケットスポーツ新聞冬季オリンピック」大空出版、2009年
- 北海道新聞1976年2月3日夕刊「人脈北海道・ウインタースポーツ編」